# St-Pierre (Penmarch)

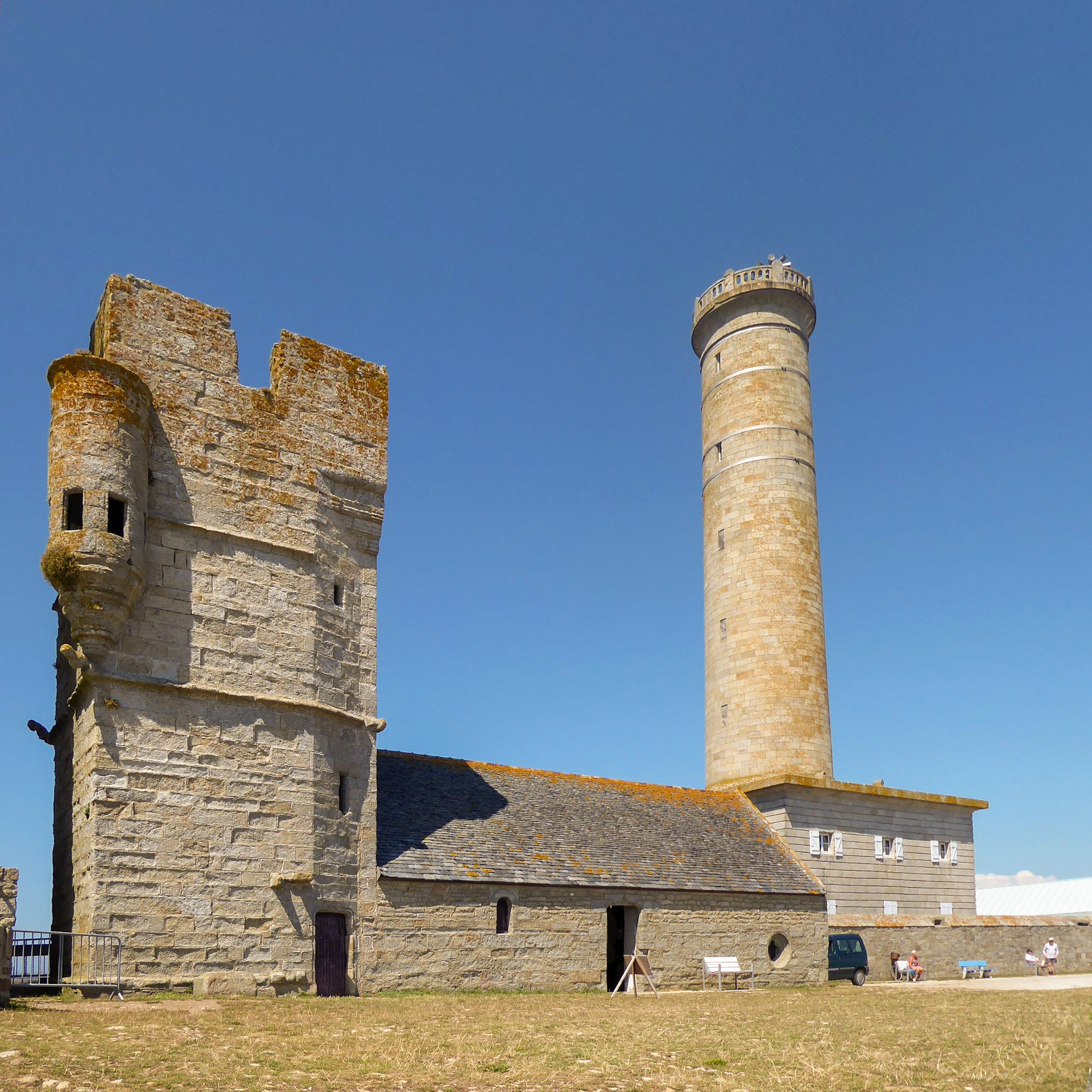
Die Kapelle St-Pierre. Im Hintergrund der alte Leuchtturm

St-Pierre ist eine römisch-katholische Kapelle in Penmarch in der Bretagne. Die Kapelle und der mächtige Wehrturm sind seit 1965 als Monument historique klassifiziert.

## Geschichte
Die spätgotische Kapelle wurde zu Beginn des 16. Jahrhunderts an einem älteren Wehrturm errichtet. Um 1792 wurde sie um die Hälfte verkürzt, um Platz für den Bau des alten Leuchtturms zu schaffen, der selber später in seiner Funktion durch den Phare d’Eckmühl ersetzt wurde. Die Kapelle besitzt in ihrer Ostwand ein großes Maßwerkfenster, welches offenbar bei der Verkürzung hier erneut eingebaut wurde.